# NGC 2660
NGC 2660 är en öppen stjärnhop i stjärnbilden Seglet. Den upptäcktes den 29 december 1834 av John Herschel. 